# 引揚援護庁

引揚援護庁（ひきあげえんごちょう）は、1948年（昭和23年）5月31日に設置された厚生省の外局。引揚や復員に関する行政事務を扱っていた。1954年（昭和29年）3月31日、厚生省本省に設置された引揚援護局へと吸収され廃止。

## 概要
十五年戦争（支那事変・大東亜戦争・太平洋戦争・第二次世界大戦）の終結に伴い、海外に残された日本人約660万人は日本本土へ強制帰国させられることになった（引き揚げ）。

同時に帝國陸海軍の軍人・軍属を武装解除の上民間社会に復帰させる復員が始まった。

しかし、終戦直後の大日本帝國政府では、陸海軍両省に加えて、連合国軍最高司令官総司令部 (GHQ) との外交ルートを担当する外務省（対満事務局→旧大東亜省総務局→終戦事務連絡委員会→終戦連絡中央事務局）や商工省（旧・軍需省。現・経済産業省）、さらに内務省など他省庁も引揚援護に関する業務を行っており、非効率で統制を欠いていたため、GHQ総司令官ダグラス・マッカーサーは、1945年（昭和20年）10月12日付で引揚援護を主務する官庁を一つに絞るよう指令を出した。これを受けて第44代内閣総理大臣幣原喜重郎率いる帝國政府は協議の結果、同月18日付で厚生省（社会局）を指定省庁とすることをGHQ側に伝えた。
厚生省は11月22日、社会局に引揚援護課を設けた。また、同月24日に勅令第651号「地方引揚援護局官制」が公布され（親署・副署は同月22日）、11月24日に全国各地の引揚者の上陸港に「地方引揚援護局」が設置された。1946年（昭和21年）3月13日に厚生省の外局として「引揚援護院」が設置され、地方引揚援護局は引揚援護院の管制に入り、引揚援護業務が整備された。1948年（昭和23年）1月1日には旧海軍関係の復員業務を行っていた第二復員局が廃止されることになり、その業務を引き継いだ。同年5月31日には旧陸軍関係の復員業務を行っていた第一復員局と引揚援護院が統合され、厚生省の外局として「引揚援護庁」が設置された。

600万人を超える引き揚げ者の受け入れがほぼ落ち着いた1954年（昭和29年）、外局としての「引揚援護庁」を廃止し、厚生省本省に吸収、「引揚援護局」が設置された。その後、1961年（昭和36年）に「援護局」と名前を変え、1980年代には中国残留孤児の肉親探し事業を担当し再び脚光を浴びた。1992年（平成4年）、援護局は母体だった社会局と統合して「社会・援護局」と改称。2001年（平成13年）の省庁再編で厚生労働省社会・援護局となり現在に至る。

## 歴代長官
引揚援護院長官
- 斉藤惣一：1946年3月13日 - 1948年5月30日（引揚援護庁に改編）

引揚援護庁長官
- 斉藤惣一：1948年5月31日 - 1950年9月8日
- 宮崎太一：1950年9月8日 - 1951年5月8日
- （事務取扱）宮崎太一：1951年5月8日 - 1952年1月16日
- 木村忠二郎：1952年1月16日 - 1953年9月1日
- （事務取扱）木村忠二郎：1953年9月1日 - 1954年3月31日（厚生省内局の引揚援護局となる）

## 地方引揚援護局
| 局名             | 所在地                               | 上陸港   | 開局日         | 閉局日         | 備考  |
| ---------------- | ------------------------------------ | -------- | -------------- | -------------- | ----- |
| 函館引揚援護局   | 北海道函館市                         | 函館港   | 1945年11月24日 | 1950年01月01日 |       |
| 横浜引揚援護局   | 神奈川県横浜市                       | 横浜港   | 1945年11月24日 | 1945年12月14日 |       |
| 横浜引揚援護局   | 神奈川県横浜市                       | 横浜港   | 1947年05月01日 | 1955年07月11日 | ※復活 |
| 浦賀引揚援護局   | 神奈川県横須賀市                     | 浦賀港   | 1945年11月24日 | 1947年05月01日 |       |
| 名古屋引揚援護局 | 愛知県名古屋市                       | 名古屋港 | 1946年03月26日 | 1947年02月01日 |       |
| 舞鶴引揚援護局   | 京都府舞鶴市                         | 舞鶴港   | 1945年11月24日 | 1958年11月15日 |       |
| 田辺引揚援護局   | 和歌山県田辺市                       | 田辺港   | 1946年02月21日 | 1946年10月01日 |       |
| 大竹引揚援護局   | 広島県大竹町（現在の大竹市）         | 大竹港   | 1945年12月14日 | 1947年02月21日 |       |
| 呉引揚援護局     | 広島県呉市                           | 呉港     | 1945年11月24日 | 1945年12月14日 |       |
| 宇品引揚援護局   | 広島県広島市                         | 広島港   | 1945年11月24日 | 1947年12月31日 |       |
| 仙崎引揚援護局   | 山口県仙崎町（現在の長門市）         | 仙崎港   | 1945年11月24日 | 1946年12月16日 |       |
| 下関引揚援護局   | 山口県下関市                         | 下関港   | 1945年11月24日 | 1946年10月01日 |       |
| 門司引揚援護局   | 福岡県門司市（現在の北九州市門司区） | 門司港   | 1945年11月24日 | 1946年01月23日 |       |
| 戸畑引揚援護局   | 福岡県戸畑市（現在の北九州市戸畑区） | 洞海港   | 1946年01月23日 | 1946年10月01日 |       |
| 博多引揚援護局   | 福岡県福岡市                         | 博多港   | 1945年11月24日 | 1947年05月01日 |       |
| 唐津引揚援護局   | 佐賀県唐津市                         | 唐津港   | 1946年02月21日 | 1946年10月01日 |       |
| 佐世保引揚援護局 | 長崎県佐世保市                       | 佐世保港 | 1945年11月24日 | 1950年05月05日 |       |
| 別府引揚援護局   | 大分県別府市                         | 別府港   | 1946年02月21日 | 1946年03月26日 |       |
| 鹿児島引揚援護局 | 鹿児島県鹿児島市                     | 鹿児島港 | 1945年11月24日 | 1947年02月01日 |       |

## 地方復員残務処理部
第二復員局の廃止に伴い、旧地方復員局4ヶ所に地方復員残務処理部を置き、地方復員局の復員業務、状況不明者調査究明業務、GHQの要求に基づく調査業務（法務関係、戦利品関係、史実資料関係等）といった事務を引き継ぎ、旧海軍の残務整理に関する事務を行った。引揚援護局の設置に伴い地方復員部に改称。1959年11月16日、残存する3ヶ所全てが廃止され、その業務は引揚援護局と地方庁に引き継がれた。

### 横須賀地方復員残務処理部
管轄区域：北海道、青森県、岩手県、秋田県、宮城県、福島県、茨城県、千葉県、栃木県、群馬県、埼玉県、東京都、神奈川県、山梨県、静岡県、長野県

### 呉地方復員残務処理部
管轄区域：愛知県、三重県、奈良県、大阪府、和歌山県、兵庫県、岡山県、広島県、山口県、鳥取県、島根県、岐阜県

### 佐世保地方復員残務処理部
管轄区域：徳島県、香川県、愛媛県、高知県、大分県、福岡県、佐賀県、長崎県、熊本県、宮崎県、鹿児島県

### 舞鶴地方復員残務処理部
1955年7月1日に廃止され、その業務は横須賀地方復員部に引き継がれた。
管轄区域：山形県、新潟県、滋賀県、京都府、富山県、石川県、福井県

## 関連事項
- 引き揚げ
- 復員
- 厚生省
- 二日市保養所